# Kaassoufflé
Un kaassoufflé est un en-cas néerlandais composé d'une enveloppe de pâte feuilletée roulée dans de la chapelure et d'une garniture au fromage. 

## Garniture
La garniture est composée de fromage fondu, beurre, d'amidon et de stabilisateur de cuisson. Le fromage fondu provient de fromages impropres à la vente et qui peuvent être du Beemster, cheddar, du gouda ou de la mozzarella.

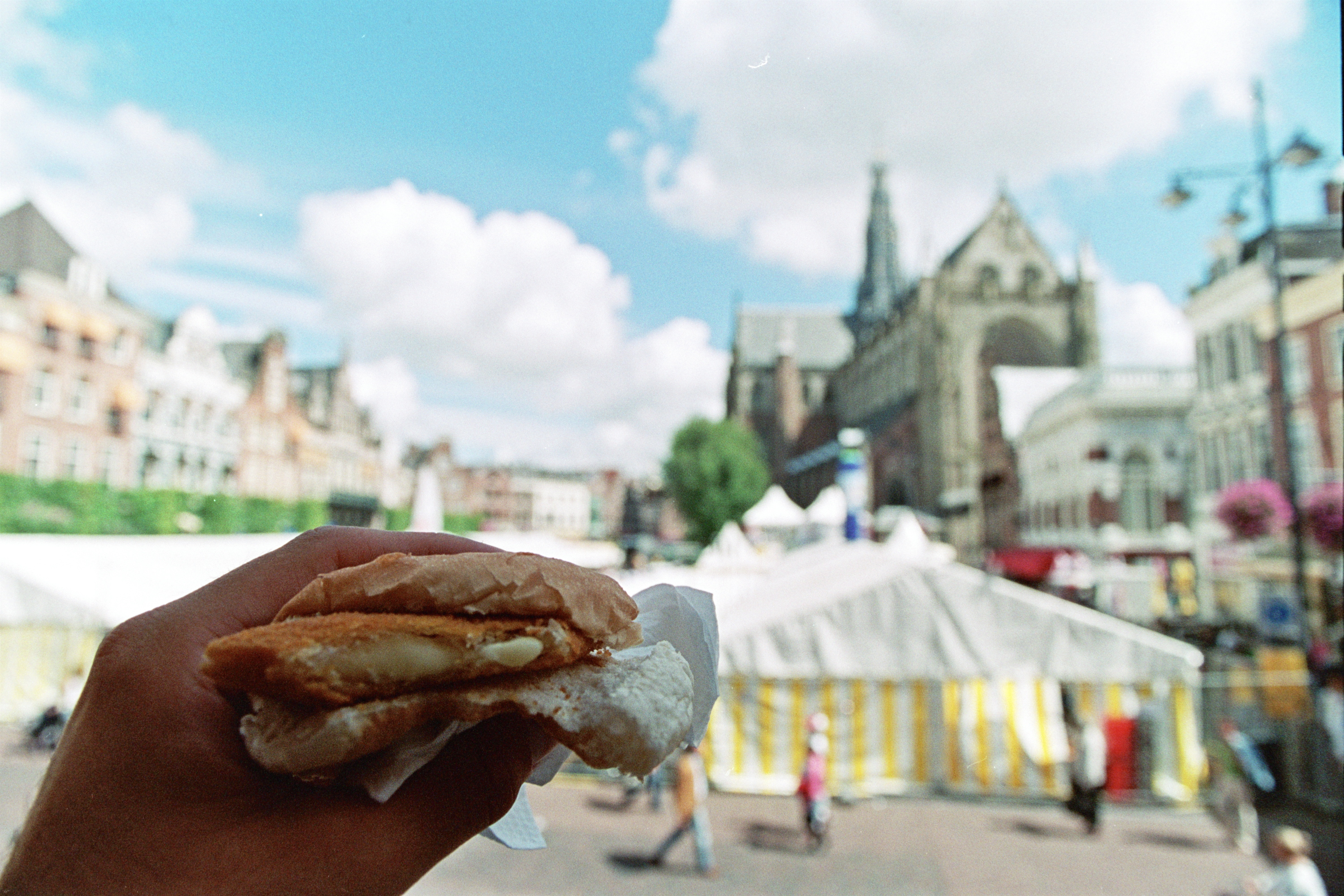
Kaassouflé dans un sandwich.
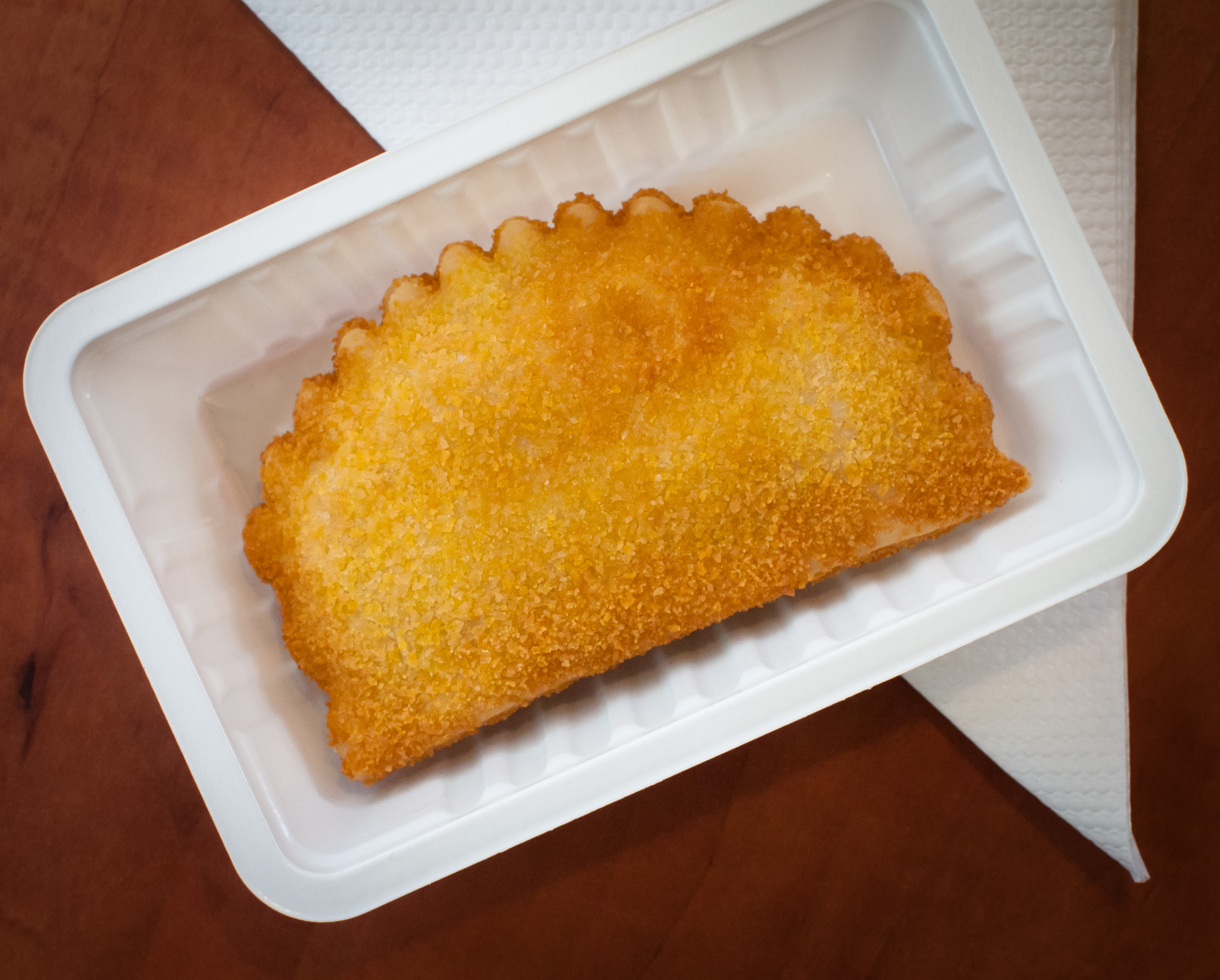
Kaassoufflé en forme de demi-lune
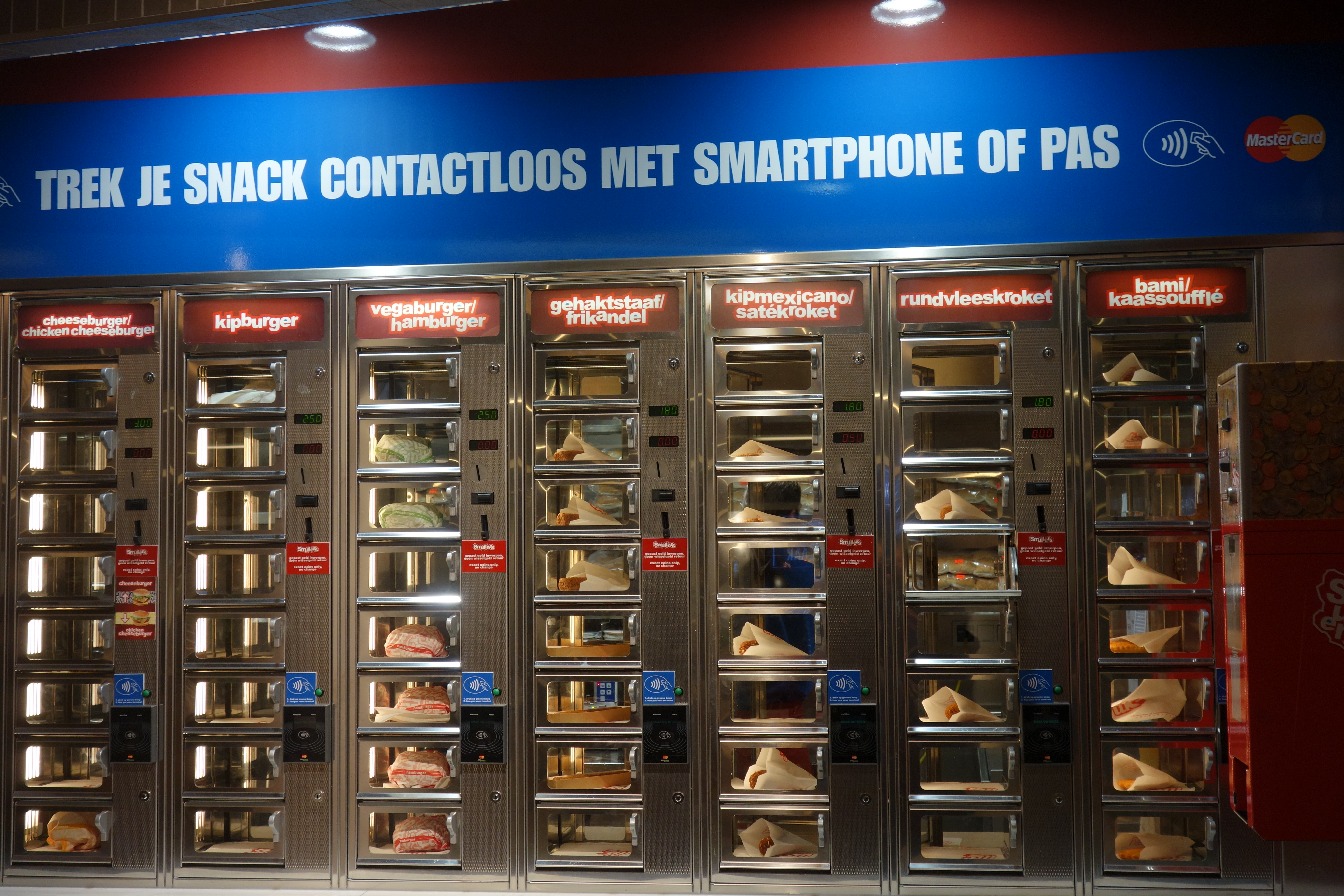
Distributeur automatique proposant du kaassoufflé

## Préparation
Le kaassoufflé est frit ou cuit au four.